# Bulbophyllum ignobile
Bulbophyllum ignobile là một loài phong lan thuộc chi Bulbophyllum.